# Ommata bistriaticollis
Ommata bistriaticollis är en skalbaggsart som beskrevs av Dmytro Zajciw 1965. Ommata bistriaticollis ingår i släktet Ommata och familjen långhorningar. Inga underarter finns listade i Catalogue of Life.